# Psilopa rutilans
Psilopa rutilans is een vliegensoort uit de familie van de oevervliegen (Ephydridae). De wetenschappelijke naam van de soort is voor het eerst geldig gepubliceerd in 1972 door Canzoneri & Meneghini.